# Mark Brown
Mark Brown (ur. 28 lutego 1981 w Motherwell) – piłkarz szkocki grający na pozycji bramkarza.

## Kariera
Reprezentował także barwy Rangers w latach 1997–2001 (4 występy), Motherwell (2001-2002) – rozegrał 19 meczów, Inverness Caledonian Thistle (2002-2007) i właśnie w tym klubie rozegrał najwięcej spotkań – 170. W 2007 został sprzedany do Celticu Glasgow. 1 września został wypożyczony do Kilmarnock. Rozegrał tam 14 meczów.
31 stycznia 2010 roku podpisał kontrakt z Hibernian. Występował też w Ross County i Dumbarton. W 2017 roku zakończył karierę.
W Scottish Premier League rozegrał 244 spotkania.